# CAFCASS
Il Children and Family Court Advisory and Support Service (CAFCASS) è un organo pubblico non dipartimentale in Inghilterra istituito per promuovere il bene dei bambini e delle famiglie coinvolte in casi di diritto di famiglia. È stato formato nell'Aprile del 2001 sulla base del Criminal Justice and Court Services Act 2000 e rende conto al Parlamento Inglese attraverso il ministero della giustizia.
Il CAFCASS è indipendente dai tribunale, dai servizi sociali e psicologici, dall'educazione, dalle autorità sanitarie e agenzie simili.

## Attività
I procedimenti nei quali il CAFCASS può dare supporto sono:
- Diritto genitoriale, secondo la sezione 8 del Children Act 1989 per il diritto genitoriale, che include il luogo di residenza del minore, con chi debba passare del tempo o con chi debba avere contatti
- Altri diritti genitoriali, secondo la sezione 8 del Children Act 1989, come per esempio divieto di frequentazione del minore o ordini specifici su varie tematiche
- Adozioni
- Bambini soggetti alle cure dei servizi sociali o di affidamento.

La funzione del CAFCASS è stabilita in Section 12(1) Criminal Justice and Court Services Act 2000 che così statuisce:
"Relativamente ai procedimenti di diritto di famiglia, nei quali il bene dei bambini è rilevante, la funzione del CAFCASS è di:
(a) salvaguardare e promuovere il bene del bambino
(b) dare consulenza alla corte circa le applicazioni effettuate nei relativi procedimenti
(c) dare diritto al bambino di essere rappresentato in questi procedimenti
(d) dare informazioni, consili e supporto ai bambini e alle loro famiglie (non direttamente ma tramite l'ausilio di psicologi/assistenti sociali)”

## Storia
Il provvedimento del benessere dei servizi per i tribunali è stato soggetto a due revisioni. La Comprehensive Spending Review (CSR) e la revisione seguente guidata in congiunzione con il Home Office, il dipartimento di Lord Chancellor e il ministero della salute, che conclusero che un nuovo servizio integrato potesse essere di aiuto ai tribunali, nell'interesse dei minori, ridurre le sovrapposizioni, incrementare l'efficienza della giustizia e ridurne i costi.
Il servizio è previsto per l'Inghilterra e il Galles e include: Il Family Court Welfare (FCW) (54 aree); Il Guardian ad litem and Reporting Officer (GALRO) Service (59 aree) e il children’s work of the Official Solicitor’s (OS) Department.
Il Home Office ha dichiarato: "La spending review annunciata dal Home Secretary il 16 Luglio 1997, in relazione fra i servizi penitenziari e i servizi forensi impongono profondi cambiamenti alle strutture, organizzazioni, gestioni, pratiche di lavoro, risorse umane e finanziamenti. La review relativa ai servizi penitenziari e la spending review multicomprensiva dovrebbero migliorare la confidenza pubblica nei servizi alla comunità"
Il governo ha quindi, in seguito a questa riforma, annunciato un nuovo servizio per le famiglie- La House of Lords, il 27 luglio 1999, fra varie altre urgenze, ha posto le basi per:
- lo statuto del CAFCASS
- i fondi per il suo avviamento, transizione e mantenimento;
- il cambio e la riunione di 114 organizzazioni in una sola
- il mantenimento per i casi già correnti.

Il Criminal Justice and Court Services Bill è stato guidato dal Home Office, preoccupato della statuizione del Probation Service per l'Inghilterra e il Galles. Alcune parti riguardavano il CAFCASS.
È così stato istituito il CAFCASS.

## Governance
Il 1º aprile 2014, la guida del CAFCASS è stata trasferita dal ministero per l'educazione al ministero della giustizia.
Baroness Claire Tyler of Enfield è la presidentessa corrente del direttorato del CAFCASS, che include dieci altri membri. Archiviato il 14 novembre 2017 in Internet Archive..
Il capo esecutivo del CAFCASS è Antony Douglas, che è il personale referente dell'operatod del CAFCASS presso il parlamento.

## Operatività
Durante il 2015-16, il CAFCASS ha esaminato 116.104 bambini e giovani in tutta l'Inghilterra.
La consulenza del CAFCASS viene richiesta dal giudice, il quale coinvolge questo ente in procedimenti pubblici e privati, per rappresentare i bambini in modo indipendente, consigliare la corte relativamente alle problematiche che i bambini riferiscono, usualmente su specifiche richieste avanzate dal giudice. 
Lo scopo principale è quello di ridurre il rischio che l'interesse del bambino non sia rimostrato in tribunale.
Lo strategic plan for 2015-2020 ‘a stronger voice for the child’  istituisce le priorità strategiche e i programmi per realizzarle.
Public law: Fra l'aprile 2015 e il marzo 2016 il CAFCASS ha ricevuto 12,741 richieste. Questi numeri costituiscono il 14.2% (1,582 applications) in più di quelle dello stesso periodo dell'anno precedente e il 20% (2,121 applications) in più dello stesso periodo nel 2013. Durante il 2015-2016 il CAFCASS ha ricevuto in media mille applications in più al mese.
Private law: il CAFCASS ha ricevuto in totale 27649 casi fra aprile e marzo. Questi numeri sono il 10.3% in più (3,530 casi) rispetto al 2014-15. In media il CAFCASS ha ricevuto oltre 3100 nuovi casi al mese, durante il 2015-16.
Il Ofsted è l'ufficio preposto all'ispezione dell'operato del CAFCASS, secondo la sezione 143 del Education and Inspections Act 2006, che richiede che il dirigente ispettore dell'educazione, servizi sociali ispezioni le funzioni del CAFCASS.
Attualmente il CAFCASS viene ispezionato su base triennale, in ognuna delle 17 aree operative, con una ispezione annuale alla sede nazionale.
il CAFCASS pubblica un rapporto annuale sulle sue attività.

## Critiche
Nel 2008 la ispezione del Ofsted nel South Yorkshire ha rilevato che, molto spesso, il CAFCASS non è in grado di concludere il lavoro iniziato.
Nella ispezione del 2009, il Ofsted che quattro delle nove linee guida del CAFCASS erano state disattese e i progressi in questo senso erano inadeguati.
Nel 2009, durante la stessa ispezione, l'Ofsted ha rilevato che nel Lancashire e in Cumbria (inclusi Blackburn, Darwen e Blackpool) il CAFCASS è stato iniquo in merito ad equità sociale, diversità, costi, gestione delle lamentele, velocità di servizio, performance, autovalutazione, salvaguardia dei minori e loro relativa tutela.
Il rapporto stabiliva che:
"Il servizio non assicura che sia stata data una considerazione sufficiente all'impatto che la disgregazione familiare ha sui bambini, inclusi tutti gli aspetti di pianificazione familiare da riportare alla corte. L'impatto che il servizio dovrebbe avere sui tribunali, per assicurare la sicurezza dei bambini è gravemente inadeguato."

Nel 2009/10 il rapporto annuale di Her Majesty's Chief Inspector of Education, Children's Services and Skills riporta che il CAFCASS si comporta in modo molto scarso, con quattro delle aree di servizio ispezionate, su cinque, riportate come gravemente inadeguate.
Nel Novembre 2010 il dipartimento degli affari pubblici rileva che il CAFCASS è una organizzazione che non è in grado di mantenere quanto promette, specialmente in merito al fatto che non sia in grado di prendere decisioni incentrate nell'interesse dei bambini.'
Nel 2011, la Justice Select Committee rivela che il CAFCASS sia 'in corso di riforma' e 'dovrebbe essere abolito'.
La Alta Corte stabilisce che, nel 2014, ha delle prove secondo le quali è una pratica comune "molto diffusa nel paese" che i bambini vengano dati in affidamento basandosi su rapporti prodotti dal CAFCASS che sono stati "copiati ed incollati", senza dare opportunità ai genitori di visionare i rapporti o di poterli commentare.

## Organizzazioni simili in altri paesi
- Bureau Jeugdzorg and Raad voor de Kinderbescherming Netherlands
- Child Protective Services USA
- Jugendamt Austria and Germany

Il CAFCASS originariamente ha avuto competenza sull'Inghilterra e il Galles, ma dal 1º aprile 2005 è stato creato il CAFCASS CYMRU, alla cui responsabilità è stato affidato il Galles, al di sotto della Welsh Assembly.